# Europees kampioenschap trial 2019 (vrouwen)
Het Europees kampioenschap trial 2019 voor vrouwen is een Europees kampioenschap dat werd verreden tussen 20 april en 17 augustus 2019. Bij dit FIM trialkampioenschap kwamen de rijders uit in vier wedstrijden uit: in Pietramurata-Arco di Trento (Italië), Monza (Italië), Ancelle (Frankrijk) en Březová (Tsjechië). Het kampioenschap werd uiteindelijk gedeeld door de Italiaanse Alez Brancati en de Noorse Ingveig Håkonsen die gelijk eindigden.

## Klassement
| Nr. | Naam                         | Italië (Arco) 20 april | Italië (Monza) 27 april | Frankrijk (Ancelle) 10 augustus | (Březová) 17 augustus | Totaal |
| --- | ---------------------------- | ---------------------- | ----------------------- | ------------------------------- | --------------------- | ------ |
| 1   | Ingveig Håkonsen (TRRS)      | 85                     | 60                      | 100                             | 100                   | 345    |
| 1   | Alez Brancati (Beta)         | 100                    | 100                     | 85                              | 60                    | 345    |
| 3   | Madeleine Hoover (GasGas)    | 50                     | 85                      | 50                              | 75                    | 260    |
| 4   | Jule Steinert (TRRS)         | 55                     | 70                      | 55                              | 55                    | 235    |
| 5   | Vivian Wachs (TRRS)          | 40                     | 50                      | 45                              | 85                    | 220    |
| 6   | Theresa Bauml (TRRS)         | 70                     | 55                      | 40                              | 40                    | 205    |
| 7   | Caroline Moreon (Sherco)     | 25                     | 25                      | 70                              | 45                    | 165    |
| 8   | Alicia Robinson (Beta)       | 35                     | 35                      | 35                              | 30                    | 135    |
| 9   | Lenna Volpe (Sherco)         | 60                     | 45                      | 25                              |                       | 130    |
| 10  | Alice Minta (Scorpa)         |                        |                         | 60                              | 50                    | 110    |
| 11  | Pia Emonts (Beta)            | 30                     | 40                      |                                 | 22                    | 92     |
| 12  | Chantal de Raaff (Sherco)    | 18                     | 20                      | 18                              | 20                    | 76     |
| 13  | Emanuela Spadoni (GasGas)    | 16                     | 18                      | 20                              | 18                    | 72     |
| 14  | Martina Gallieni (TRRS)      | 45                     | 22                      |                                 |                       | 67     |
| 15  | Sophia ter Jung (TRRS)       |                        |                         | 30                              | 35                    | 65     |
| 16  | Toft Jensen Regitze (Sherco) | 22                     | 30                      |                                 |                       | 52     |
| 17  | Kaytlyn Adshead (TRRS)       |                        |                         | 22                              | 25                    | 47     |
| 18  | Gabby Whitham (Beta)         | 20                     |                         |                                 |                       | 20     |